# Rafaëlle Cohen
Rafaëlle Cohen est une comédienne, chanteuse et danseuse française, notamment connue pour avoir tenu le rôle principal féminin, Sarah, dans Le Bal des Vampires mis en scène par Roman Polanski au Théâtre Mogador à Paris (2014-2015).

## Biographie
Rafaëlle Cohen naît à Paris le 9 février 1985 et grandit à Londres. Grâce au travail de son père (ingénieur civil), dès son plus jeune âge elle voyage beaucoup et étudie le chant et la danse dans différents pays. En 2009, elle obtient un double diplôme d'ingénieur et d'architecte à l'École centrale Paris et à l'École polytechnique de Milan.
En 2011, elle décide de se consacrer à une carrière artistique et participe depuis à plusieurs comédies musicales dont Sister Act et Le Bal des vampires,,,,,.

## Comédies musicales
- 2018 : Wonderful Town de Leonard Bernstein à l'Opéra de Toulon. Rôle : Eileen Sherwood.
- 2016 : Mozart, l'opéra rock de Dove Attia et Albert Cohen - Corée du sud : Aloysia[8]
- 2014-2015 : Le Bal des vampires de Jim Steinman et Michael Kunze, adaptation française de Nicolas Nebot et Ludovic-Alexandre Vidal, m.e.s. Roman Polanski, Théâtre Mogador : Sarah
- 2014 : La Légende d'Hélidote de Jérôme Lifszyc, Théâtre des Béliers Parisiens
- 2014 : Kid Manoir 2 de Guillaume Beaujolais, Fred Colas, David Rozen, m.e.s. David Rozen, Palais des Glaces
- 2012-2013 : Sister Act de Glenn Slater et Alan Menken, adaptation française de Nicolas Nebot et Ludovic-Alexandre Vidal, m.e.s. Carline Brouwer, Théâtre Mogador
- 2012 : Kid Manoir de Guillaume Beaujolais, Aurélien Berda, Ida Gordon, Fred Colas, m.e.s. David Rozen, Avignon
- 2012-2013 : La Belle au bois dormant que veillent les fées... de Marine André, m.e.s. Florian Cléret, Marsoulan Paris
- 2011 : La Vie Parisienne de Jacques Offenbach, m.e.s. Anthony Michineau, Marsoulan Paris
- 2011 : Exodus 47 de Gérard Layani, Centre Rachi Paris
- 2011 : À la vie à l'amour 2, m.e.s. Christophe Borie, Casino de Paris
- 2007 : L'Homme qui rit d'après Victor Hugo par Ludovic-Alexandre Vidal et Julien Salvia, Adyar Paris (Version étudiante)

## Discographie

### EP
- 2009 : Opening
- 2010 : Back to Life

### Comédies musicales
- 2012 : La Belle au bois dormant, que veillent les fées...

## Filmographie
- 2013 : Jo Anim' Star de Fabrice Briseux
- 2014 : Salaud on t'aime de Claude Lelouch
- 2017 : La Belle et la Bête de Bill Condon
- 2019 : Berlin, I Love You : Sara

## Doublage
- 2016 : Le Garçon et la Bête de Mamoru Hosoda : Kaede
- 2017 : La Belle et la Bête de Bill Condon : l'une des jeunes filles du village
- 2020 : Aya et la sorcière : la mère d'Aya

## Publicité
- 2015 : Show me a car (pour Renault UK), réalisateur Steve Jay, compositeur/auteur Gareth Young et Andy Baker